# Джубба
Джу́бба (сомал. Wabiga Jubbada, итал. Giuba) — река на юге Сомали. Берёт начало у границы с Эфиопией при слиянии рек Дауа и Гэнале, течёт через автономное сомалийское государство Джубаленд на юг, впадая в Индийский океан.
Бассейн Джуббы представляет собой, в основном, саванну. Является самым богатым регионом страны вследствие плодородия — здесь выпадает больше всего осадков.
По берегам реки обитают жирафы, гепарды, львы, леопарды, гиены, буйволы, бегемоты, крокодилы, змеи, слоны, сернобыки, газели и дикие ослы.
По реке названы административные регионы в Сомали: Средняя Джубба и Нижняя Джубба.